# Julius Vosseler
Julius Vosseler (ur. 16 grudnia 1861 w Freudental, zm. 18 września 1933 w Hamburgu) – niemiecki zoolog.

## Życiorys
Od szóstego roku życia mieszkał w Stuttgarcie, często odwiedzał prowadzony przez Gustava Wernera ogród zoologiczny, który wywarł na nim tak duże wrażenie, że zadecydował o całym jego przyszłym życiu. Studiował zoologię na Uniwersytecie Hohenheim w Stuttgarcie, do grona jego wykładowców należał m.in. Gustav Jäger. Naukę kontynuował na Uniwersytecie Eberharda Karola w Tybindze u prof. Wilhelma Pfeffera, Friedricha Augusta Quenstedta i Theodora Eimera, w 1885 przedstawił pracę doktorską dotyczącą badań nad widłonogami, a następnie przez siedem lat pozostał na uczelni pracując naukowo. Następnie powrócił do Stuttgartu i rozpoczął pracę w Królewskim Instytucie Historii Naturalnej, 3 marca 1893 obronił pracę habilitacyjną. W tym czasie wyruszał na wyprawy naukowe do Algierii, Tunezji i Azji Mniejszej, w 1903 został wybrany na członka Leopoldiny. Wyjechał do Tangi w Tanzanii, gdzie w zorganizowanym przez władze pruskie Instytucie Biologiczno-Rolniczym Amani prowadził badania entomologiczne nad ochroną roślin tropikalnych oraz życiem miejscowej fauny m.in. surykatek, jeżozwierzy, wiewiórek i łuskowców. W 1909 powrócił do Europy, powierzono mu stanowisko dyrektora ogrodu zoologicznego w Hamburgu. Mimo wybitnych osiągnięć badawczych nie został nigdy wyróżniony przez władze pruskie, natomiast dzięki jego zaangażowaniu hamburski ogród zoologiczny jako jedyny w Niemczech nie poniósł strat w hodowli wielkich małp podczas I wojny światowej. Pracując tam stworzył liczne publikacje dotyczące dzikich zwierząt żyjących w niewoli, prowadził też badania farmaceutyczne nad lekami weterynaryjnymi. W 1927 przeszedł na emeryturę, ale do 1931 był konsultantem podczas próby stworzenia parku ptaków.

## Publikacje
- Die freilebenden Copepoden Württembergs und angrenzender Gegend /1886/;
- Untersuchungen über glatte und unvollkommen quergestreifte Muskeln der Arthropoden /1891/;
- Die Amphipoden der Plankton-Expedition: I. Theil. Hyperiidea 1. (= Ergebnisse der Plankton-Expedition der Humboldt-Stiftung. Band II) /1901/;
- Pflege und Haltung der Seekühe (Trichechus) nebst Beiträgen zu ihrer Biologie /1924/1925/;
- Zur Fortpflanzung des Känguruhs /1930/;
- Beiträge zur Orthopterenfauna Orans (West-Algerien) (współautor Hermann A. Krauss) /1896/.

## Upamiętnienie
Julius Vosseler został uhonorowany przez badacza Fritza Niedena, który w 1913 odkryty przez siebie gatunek kameleona nazwał "Chamaeleon fischeri vosseleri". Od 1948 Julius Vosseler jest patronem jednej z hamburskich ulic.